# Samostan i crkva sv. Antuna u Perastu
Samostan i crkva sv. Antuna su rimokatolički samostan i samostanska crkva u Perastu.

## Povijest
Pripadala je franjevcima. Donirali ju je mjesna hrvatska obitelj Mazarovići 1679. godine. Dvadeseto stoljeće donosi promjene pripadnosti redu, od kad je sjedištem reda sestara Služavki Malog Isusa.

## Smještaj
Nalazi se u središnjem gornjem dijelu grada, malo ispod Jadranske magistrale. Sjeverozapadno preko ceste je tvrđava Sv. Križa. Crkva sv. Antuna je zaštićena graditeljska baština grada Perasta. I danas je u vjerskoj namjeni.

## Osobine
U ovom kompleksu zgrada isprepleću se elementi baroka i renesansa. Treći stil koji se javlja je romanika koju vidimo na tornju čiji su otvori romanički. Krov je na četiri vode, četvorinastog tlocrta. Uz zvonik, kompleks zgrada sadržavao je onodobni neizbježni obrambeni element arhitekture, obrambenu kulu. Samostan je ograđen visokim zidovima. Zidovi su od kamena.  Sve glavne fasade su na prisojnoj strani. Istočno je kapelica arhaične građe, starija od ovog samostanskog kompleksa.